# Rhabditida
Rhabditida là một bộ giun tròn.
Chi bao gồm:
- Bursilla (including Mesorhabditis)
- Caenorhabditis - có chứa một số loài có trình tự bộ gen genomes (đáng chú ý nhất là C. elegans and C. briggsae)
- Cruznema
- Heterorhabditis
- Panagrellus which includes the microworm
- Pelodera
- Rhabditis
- Steinernema
- Strongyloides